# Hong Yi

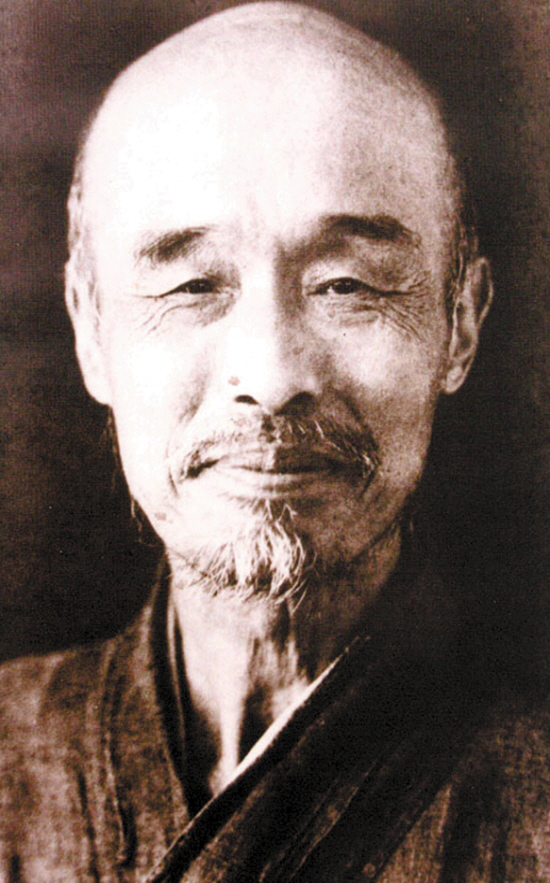
Foto del Maestro Hong Yi en sus últimos años.

Hong Yi (Tianjin, 1880–Quanzhou, 1942; en chino, 弘一; pinyin, Hóngyī), llamado originalmente Li Shutong (李叔同) fue un artista chino y profesor de arte, entre otras cosas. También era conocido como Wen Tao, Guang Hou, o Shu Tong, pero la forma en que más comúnmente se le conocía era por su nombre budista, Hong Yi, que adoptó al hacerse monje. Fue un hombre polifacético, pues destacó como maestro pintor, músico, dramaturgo, calígrafo y poeta.

## Vida
Nació en Tianjin, en el seno de una familia banquera originaria de Hongdong County, Shanxi, que se trasladó a Tianjin durante la Dinastía Ming, a pesar de que su madre era de Pinghu, de la provincia de Zhejiang.
En 1898 Li se trasladó a Shanghái y se unió a la "Shanghai Painting and Calligraphy Association" y a la "Shanghai Scholarly Society" mientras se formaba en la Nanyang Public School (que más tarde se convirtió en la Universidad de Shanghái Jiao Tong). En 1905, Li viajó a Japón para estudiar en la Universidad Nacional de Bellas Artes y Música de Tokio en Parque Ueno, donde se especializó en la música y la pintura occidental y conoció a una amante llamada Yukiko quien se convirtió en su concubina. En 1910 Li regresó a China y fue condecorado por la Tianjin's Beiyang Advanced Industry School. El año siguiente fue nombrado profesor de música en una escuela femenina en Shanghái. Más tarde, en 1912, se trasladó a Hangzhou y se convirtió en profesor de la actual Hangzhou Normal University. No solo enseñó pintura y música occidental, sino que también destacó como docente en historia del arte. En 1915 Jiang Qian le contrató como profesor en la conocida actualmente como Universidad de Nankín, donde enseñó música y pintura. También ejerció en la Zhejiang Secondary Normal School (浙江兩級師範學堂), la predecesora de la famosa Hangzhou High School.
Durante los años posteriores, la reputación de Li creció notoriamente, llegando a convertirse en el primer educador chino en usar modelos desnudos en sus clases de pintura, sin obviar el hecho de que también fue el primer profesor de música occidental en China. Algunos de estos estudiantes, como el artista natural de Singapur Chen Wen Hsi (陳文希）al que orientó e instruyó personalmente, se convirtió en un reputado maestro de artes en sus últimos años. Li Shutong fue también un consumado compositor y letrista cuyas composiciones siguen siendo recordadas y representadas a día de hoy.
En 1916, Li atravesó un retiro de 21 días en un templo en Hangzhou y experimentó los beneficios de la vida espiritual. El año siguiente, el se refugió en las Tres Joyas del budismo. Después de pasar otro año allí, Li emprendió una nueva aventura en su vida decidiendo ser nombrado monje, lo que conllevaría el comienzo de una vida sagrada dedicada a la propagación del Budismo y su código de conducta. Después de convertirse en monje se dedicó concienzudamente a la caligrafía, desarrollando un simple y poco estético -pero único- estilo, que era guardado como un tesoro por cualquiera que recibía una muestra. Era conocido por todos como Maestro Hong Yi. En 1942, El Maestro Hong Yi murió en paz a la edad de 63 en Quanzhou, provincia de Fujian

## Reconocimientos
Un grupo natural de Beijing de metal-progresivo rock llamado Tang Dynasty grabó una versión rock de la famosa balada romántica del Maestro Hong Yi titulada "Farewell song", en su segundo álbum "Epic".
En 2010, en Shanghái, tuvo lugar una celebración especial del 130 aniversario del Maestro Hong Yi con una exposición su caligrafía y su pintura, todo financiado por el Gobierno Municipal de Pinghu, al que atendió la nieta de Hong Yi.

## Trabajos importantes
Colecciones
- Happy Stones
- Li Shutong's Seals

Artículos
- How to Paint 圖畫修得法
- An Introduction to Watercolors  水彩畫法說略

Letras
- Song: Song Bie Ge (Farewell Song) 送别歌

Música
- Canción:　Childhood memories
- zh:三寶歌 Song of Three Jewels (Buddhist Refuge), Taixu letras